# Synophalos
Synophalos е изкопаем род членестоноги, като е открит само един вид – Synophalos xynos. Родът живее по време на долен Камбрий и негови вкаменелости биват намирани в провинцията Юннан в южен Китай. Тези животни умеят да образуват нишки, като организмът, намиращ се отпред, вкарва телсона си в карапакса на животното, което се намира отзад. Нишките обикновено са изградени от два до двадесет индивида и показват присъствието на социално поведение сред представителите на вида – най-вероятно свързано или с размножаването на тези животни, или с мигрирането им.
Възможно е представителите на рода да са хермафродити.

## Анатомия
Synophalos притежава 6 или 7 сегмента. Холотипът достига около 2,38 см на дължина, а широчината на коремчето достига най-много 33% от дължината му (с изключение на телсона).
Не е известно дали тези животни имат крайници.